# Cleora refota
Cleora refota là một loài bướm đêm trong họ Geometridae.